# Quasi-satellite

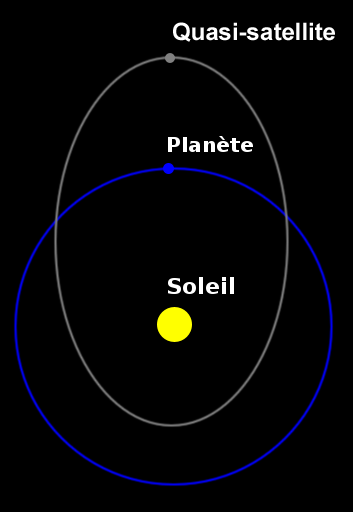
Orbite d'un quasi-satellite générique.

En astronomie, un quasi-satellite ou une quasi-lune est un astéroïde qui coorbite avec une planète autour du Soleil, sur une orbite elliptique qui lui est propre et dont l'excentricité orbitale est différente de celle de l'orbite de la planète, mais a la même longitude moyenne que celle de la planète. Vu depuis la planète, l'astéroïde semble réaliser une révolution autour d'elle sans pour autant être techniquement en orbite autour. Il s'agit donc d'un compagnon plus que d'un réel satellite naturel.
Le mouvement d'un quasi-satellite est un exemple de mouvement coorbital caractéristique des objets en résonance 1:1 de moyen mouvement. Les deux autres types de mouvement coorbital sont l'orbite en têtard, caractéristique des astéroïdes troyens, et l'orbite en fer à cheval.

## Histoire
L'existence des quasi-satellites a été suggérée, pour la première fois, fin 1913, par l'astronome britannique John Jackson (1887-1958).
L'expression « quasi-satellite » a été utilisée, pour la première fois, en 1997, par Seppo Mikkola et Kimmo Innanen.

## Description

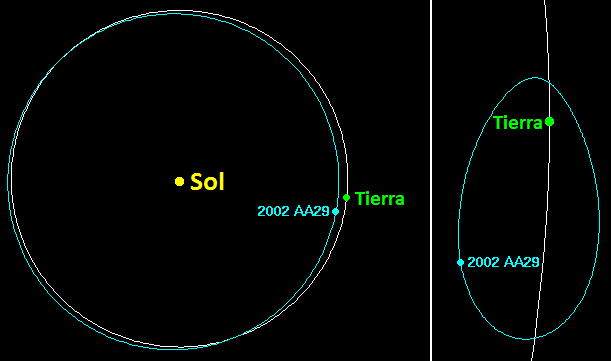
Orbite de l'astéroïde 2002 AA_{29} en 2589 : à gauche vue dans le référentiel du Soleil, à droite vue dans le référentiel terrestre.

Les quasi-satellites sont une solution particulière du problème astronomique des systèmes à trois corps. Il concerne donc deux objets en révolution autour d'un troisième plus massif (généralement une planète et un astéroïde autour d'une étoile) mais qui mettent cependant autant de temps pour parcourir leur orbite (résonance orbitale 1:1).
Il existe de nombreux exemples de résonance 1:1 dans le système solaire, comme les astéroïdes troyens placés aux points de Lagrange L4 et L5 de Jupiter, ou comme (3753) Cruithne, astéroïde compagnon de la Terre dont l'orbite paraît décrire un fer à cheval vue depuis cette dernière. Cependant, à la différence de ces corps, les quasi-satellites semblent tourner autour de la planète qu'ils accompagnent pour un observateur situé sur celle-ci, accomplissant une sorte de révolution en autant de temps qu'il en faut à la planète pour en faire une autour de son étoile.
Formellement, un quasi-satellite orbite autour de l'étoile et non pas autour de la planète comme un véritable satellite. Même si l'astéroïde reste relativement proche de celle-ci, il en est trop éloigné pour être lié gravitationnellement. Cependant, des perturbations gravitationnelles ont infléchi son orbite pour que, d'une part, il tourne autour de l'étoile en autant de temps que la planète (sur une orbite plus excentrique qui n'est pas forcément située dans le même plan) et, d'autre part, sur une orbite dont les grands axes ont à peu près la même orientation que celle de la planète.
Quand l'astéroïde est au plus proche de l'étoile, il dépasse la planète. Comme son orbite est excentrique, il ralentit ensuite et s'éloigne et finit par dépasser l'orbite de la planète. Vu de celle-ci, tout se passe comme si, au long d'une année, l'astéroïde tournait peu à peu autour, décrivant une trajectoire qui n'est pas circulaire, ni même elliptique, mais en forme de haricot.

## Stabilité et transitions QS-HS
Une orbite quasi-satellitaire n'est généralement pas stable. Au-delà, ils reprendront une orbite en fer à cheval (d'une manière similaire à (3753) Cruithne) et il est impossible de dire avec certitude s'ils redeviendront des quasi-satellites au bout de quelques siècles.
Un astéroïde dont l'orbite est suffisamment inclinée et/ou excentrique est susceptible de passer d'un mouvement de type quasi-satellite (QS) à un mouvement de type fer à cheval (HS, pour horseshoe) et inversement. L'animation ci-contre montre le cas de l'astéroide 2001 GO2, qui va traverser deux de ces transitions dans les prochains siècles : le mouvement actuel est de type fer à cheval, puis l’astéroïde deviendra un quasi-satellite de la Terre vers l'année 2190 et reprendra son mouvement de fer à cheval.
Des études ont montré qu'il serait possible à un quasi-satellite théorique d'Uranus ou de Neptune de le rester pour la durée de vie du système solaire moyennant certaines conditions d'excentricité et d'inclinaison. De tels objets n'ont cependant pas encore été découverts.
En 1989, Phobos a possédé pendant quelques mois un quasi-satellite artificiel, la sonde soviétique Phobos 2.

## Exemples
- Quasi-satellites de Vénus :
  - (524522) Zoozve
  - (322756) 2001 CK32[6]
- Quasi-satellites de la Terre :
  - (3753) Cruithne[Quand ?]
  - (54509) YORP
  - (164207) Cardea
  - (419624) 2010 SO16
  - (469219) Kamoʻoalewa
  - 2002 AA29 (pendant environ 50 ans vers les années 550, 2600 et 3880)[7]
  - 2003 YN107 (~1997-2006)
  - 2001 GO2
  - 2014 OL339
  - 2022 YG
  - 2023 FW13[8]
- Quasi-satellite de Mars
  - 2020 LE1
- Quasi-satellite de Phobos (satellite de Mars) :
  - la sonde Phobos 2 (pendant un temps)
- Quasi-satellites de Jupiter[9],[10] :
  - (118624) 2000 HR24 (temporaire vers 2050)
  - (241944) 2002 CU147
  - 2001 QQ199
  - 2004 AE9
  - 2006 QL39 (temporaire)
  - 2007 GH6
  - 200P/Larsen
  - P/2003 WC7 (LINEAR-Catalina)
  - P/2002 AR2 (LINEAR)